# Malt

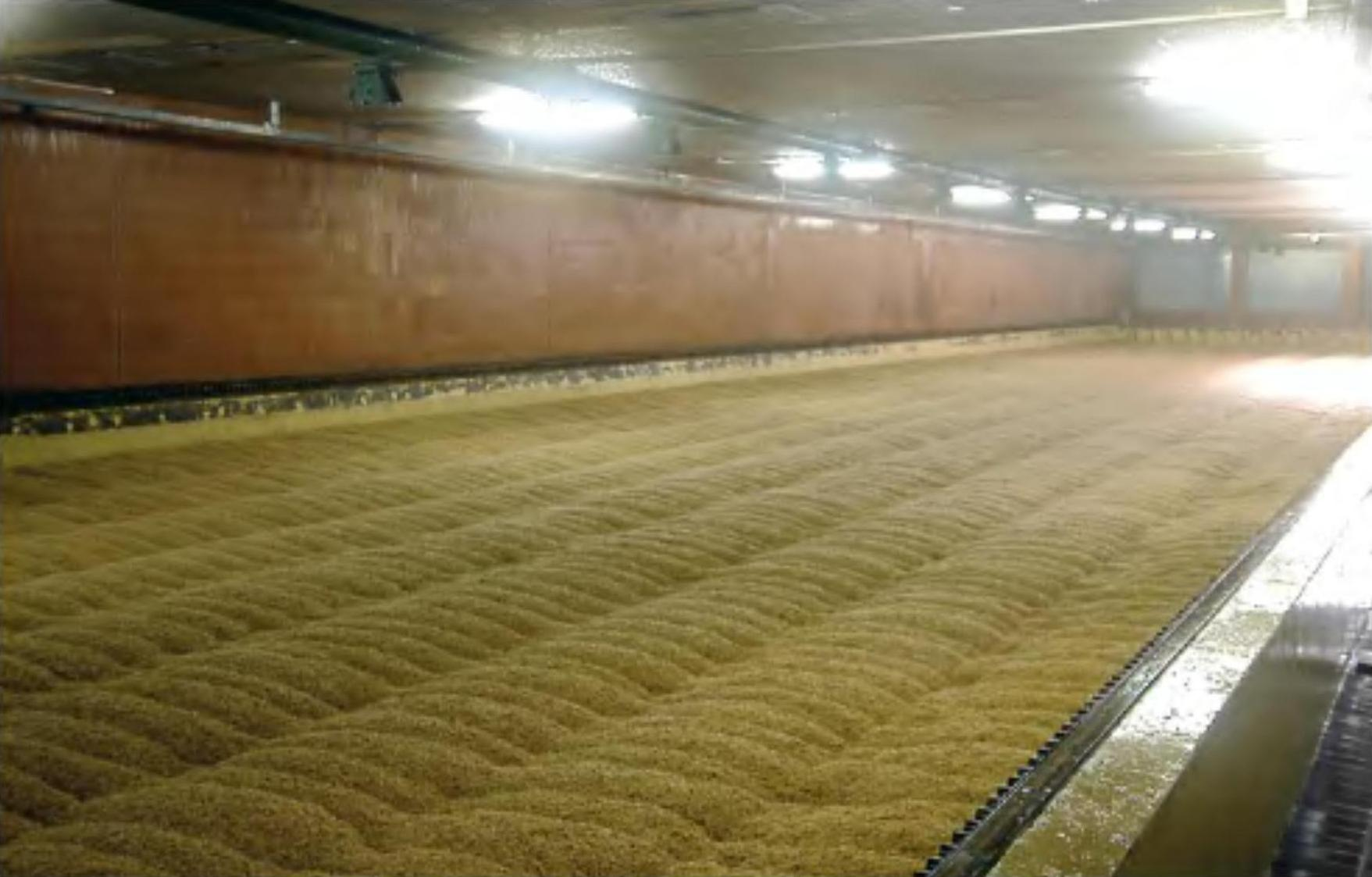
Ordi germinant a la malteria La Moravia a Bell-lloc d'Urgell

El malt és un cereal germinat artificialment i assecat per un procediment de maltatge. S'utilitza en begudes i aliments per afegir gustos i nutrients al cereal. Tot i que qualsevol gra de cereal es pot convertir en malt, l'ordi és el més utilitzat; el sègol, el blat, l'arròs i el blat de moro s'utilitzen amb menys freqüència.

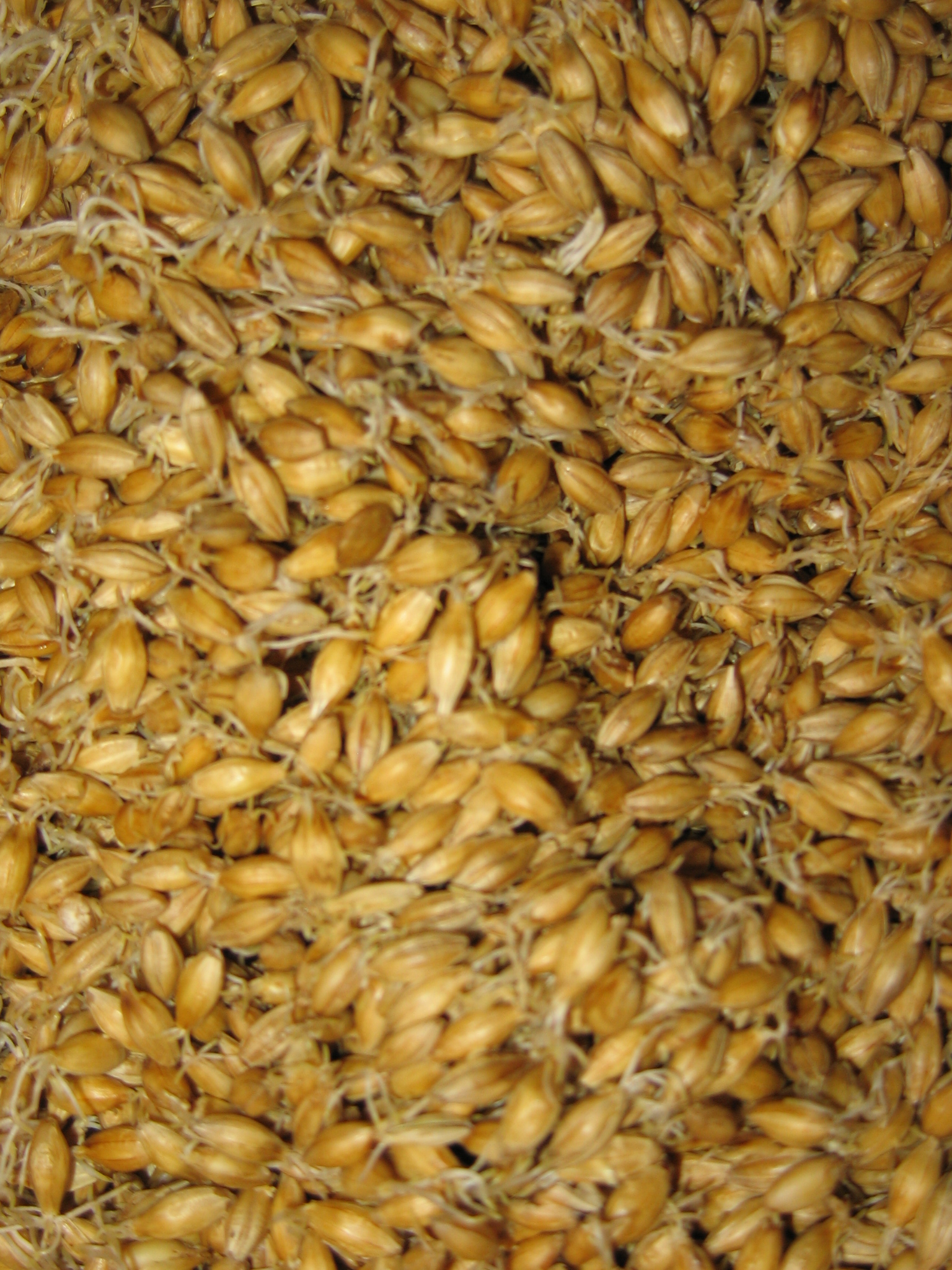
Ordi maltat

El malt un cop molt és un ingredient essencial en la fabricació de cervesa i begudes destil·lades a base de gra com ara gin, whisky, ginebra, vi d'arròs i d'altres. A diferència del gra abans de maltar, el gra maltat presenta el seu endosperma modificat, de tal forma que macromolècules del gra (polisacàrids estructural, proteïnes i midons) es degraden en compostos de menor pes molecular. Molts factors intervenen en l'acabat del producte: l'èspècie i varietat del cereal, el terrer, la forma de fer el maltatge i la temperatura d'assecar el malt verd. Així, assecat a temperatura més alta, el malt s'enfosqueix i canvia el gust i el color, a partir de reaccions de Maillard i/o reaccions de caramel·lització, depenent de les condicions. En el procés d'assecat del malt per fer whisky, s'hi afegeix més o menys torba, el fum de la qual es marida amb el malt i dona un gust fumat més o menys pronunciat al producte final. Per a l'elaboració de cervesa existeixen gran varietat de malts amb una graduació de color que poden oscil·lar del groc pàl·lid al negre, passant per tons ataronjats o rogencs.
En el procés d'elaboració de cervesa, després de la maceració del malt amb aigua calenta, aquest es filtra i el que queda del malt, la brisa (o bagàs), després d'assecar-la es pot utilitzar com farratge. Conté boll i és molt ric en proteïnes i quan no hi ha restes de llúpol, molt apreciat per remugants. També es pot utilitzar per a la fabricació de biogàs: amb una tona de brisa s'obté en mitjana 231 kW o 120 m³ de biogàs amb un grau de 60% de metà.